# 咸卡足球會
咸卡足球會(Ham Kam)，又譯咸卡姆，是一支位於哈馬爾的挪威足球球會，於1918年8月10日成立，原名叫Freidig。
咸卡最近一次升上挪超聯是在2022年，而他們在挪超聯的最高名次為第三名，於1970年獲得。而球會亦未曾於挪威杯準決賽中勝出，最近的一次已經是1989年的事了。
布里斯基比球場由1936年起就成為咸卡的主場。球會希望在未來幾年把球場現代化，一個完全重新發展球場的方案已獲地方議會在2006年2月1日批准，預計最早可於2006年夏天開始，視乎撥款而定。如果成事的話，第一期的計劃會於2007年完成。

## 歷史
咸卡於1918年8月10日由一班年青人以Freidig之名成立。當年加入球隊的首要條件，是要有足夠負擔有關足球的開支。Freidig在1926年申請加入國家聯賽，但到了1927年第二次申請才成功。當時已經有球會以"Freidig"之名角逐，所以這班來自哈馬爾的年輕人要把球隊重新命名。最自然的選擇是Briskebyen Fotballag (Briskebyen足球會)， Briskeby成為了他們鄰居的名字。在1936年前，球隊並沒有永久的比賽場地，只有向其他球會借用場地。這種情況連他們自己也無法忍受，於是在1934年開始租借區內球場。而當兩年後布里斯基比球場落成後，從此這裡就成為他們的主場館。
在1946年，Briskebyen足球會加入了多形式體育會Hamar Arbeideridrettslag (Hamar Workers' Sports Club，即哈馬爾工人體育會)，然後就組成Hamarkameratene (字面上的解釋是"哈馬爾的同事")。這就是市政府希望把所有體育會合併的其中一項，但到最後，只有Briskebyen足球會等兩個體育會合併，因為只有這兩個體育會持有和市政府相同的觀點，才可以達成合併共識。第一任的經理是Roy Wright，他是前狼隊球員。可惜他在英格蘭的經驗沒有為球會帶來得益，他自己也感到失望。而另一方面 ，捷克人Willem Cerveny，就證明了能夠影響球會以至整個挪威的足球文化發展。
七十年代早期是咸卡最成功的時期，除了在1969年第一次升上挪甲聯(挪甲聯是當時最高的組別)外，還在首季獲得第三名，同時也打入挪威杯的準決賽。咸卡在1974年前一直也穩定地留在頂組聯賽，直到1974年，他們面臨降班。而在1980年前，他們獲得三次升上最高級別的機會。
八十年代繼承了七十年代的升降機狀態，不斷在最高組別和第二組別間升降。在1984年，布里斯基比球場新設了2，346個企位。因為球會認為他們在未來會堀起，所以即使在1987年的黑色星期一後，利率上升，咸卡仍然為了這個工程，借了一筆可觀的貸款。而後來他們的確獲得一些成就，在1987年和1989年挪威杯準決賽，他們都參加了。
在瑞典教練Peter Engelbrektsson帶領下，咸卡在1991年再度升上最高聯賽組別，而且在1992年以較佳的得失球差避免了降班。而到了1993年，他們漢有信心地留在挪超聯。經過了慢熱的起始後，球隊的排名開始提升，到接近季尾的時候他們還曾經排在第二名，甚至第一名，不過最後滑落至第五名，但已經是個很好的結尾。
然後咸卡再留在挪超聯兩年，在1994年，市政府免除了球會的債項，以挽救瀕臨破產的球會。到了1995年，咸卡終於再降班，更令教練Engelbrektsson離開球會。在1996年和1997年，他們都無法再重返挪超聯，到了1998年的開始，球會面臨嚴重的財政危機，終於在私人投資者的注資下，球隊才得以避免破產。但這時咸卡的實力甚至已不足以再留在挪甲聯，到了1999年，他們降至乙組作賽。但他們在第二年就能重返挪甲聯，而重建球會這個很漫長的過程就是他們在這段時期的工作。在2001年，他們幾乎重返挪超聯，但最後在升班附加賽輸給拜尼。而下一季也是令人失望的一季，因為他們只能以第八名完成，而這亦令球隊再次面對財政危機。
經過七年的掙扎後，咸卡在2003年賽季開始前聘請了Ståle Solbakken作為教練，標誌著球隊快速向挪超聯運發。他帶領了球隊贏得2003年挪甲聯冠軍，從而得以自1995年以來首次重返超級聯賽。他們八年來首次於挪超聯亮相，獲得令人驚訝的成功。在Solbakken的帶領下，咸卡競爭挪超聯頭四名之一，以獲得歐洲足協杯預賽的參賽資格。可惜他們最終以第五名完成，雖然他們無法和財政條件優越的球會競爭，但這支班費預算第二少的球會已經令人留下深刻印象。
外人對2005年的咸卡有很大期望，但除了開季表現較好外(他們第一仗擊敗了爭標分子華拉倫加)，到季尾咸卡只能獲得第十名。在合約屆滿前一年，Ståle Solbakken離開球會轉至FC København執教。他的到來令咸卡能處於一個比較穩定的狀態，他的離去只因要舒緩已困擾球會二十年的財政問題。而觀眾現在也再來看咸卡的比賽，令現在平均入場人數起過5，500人，這個數字是自從七十年代以來首次見到的。
Ståle Solbakken(他被球迷起了一個花名叫Ståle "Salvatore"，"Salvatore即救世主的意思")的後繼者，前挪威國家隊門將Frode Grodås和Solbakken一樣，對執教球會全無經驗，在擁有比前任更多資源，和主場館即將重新發展來增加收入的情況下，留在挪超聯的責任就落在Grodås和隊中球員身上。

## 球場
咸卡的主場館位於布里斯基比球場，這是鄰城球會所在位置的名稱。球場在1936年6月28日落成，當日咸卡和利恩有一場比賽。而布里斯基比球場是挪威第一個全草地球場。
布里斯基比球場落成後一年，即是在1937年，是當年挪威杯決賽的場地。當時吸引了14，500人入場，是布里斯基比球場最高入場紀錄，而當時官方預計大約只有1，200人。而由咸卡擁有的最高入場紀錄是在1976年對利尼史特朗，當年吸引了11，500人入場。
咸卡重返挪超聯令入場意慾大增，也令入場人數增加，但布里斯基比球場被視為落後的球場，並不符合超級聯賽的規格。單一看台只能容納8，086人，當中只有2，768個座位。
咸卡在2005年展開了完全重新發展球場計劃的討論，哈馬爾的市政府最後在2006年2月1日批准了有關計劃，預計能於2006年夏天開始，第一期於2007年完成。在整個計劃完成後，球場會變為一個能容納10，200人的全座位現代化球場。

## 著名球員
根據首次出場排列:
- 一九五零年代: Knut Eriksen (1958)
- 一九七零年代: Stein Karlsen (1970)， Finn Thorsen (1970)， Tom Jacobsen (1971)， Pål Jacobsen (1972)， Tore Antonsen (1979)
- 一九八零年代: Terje Kojedal (1980)， Cato Erstad (1982)， Vegard Skogheim (1983)， Jan Åge Fjørtoft (1986)， Einar Rossbach (1986)， Ståle Solbakken (1989)
- 一九九零年代: Petter Belsvik (1992)， Thorstein Helstad (1995)
- 二零零零年代: Petter Vaagan Moen (2001)， Jan Michaelsen (2004)

## 成就
- 挪威足球超級聯賽:
  - 季軍 (1): 1970

## 每季平均入場人數
- 1995: 2，608人 (挪超)
- 1997: 1，010人 (挪甲)
- 1998: 758人
- 1999: 917人 (挪乙)
- 2000: 916人 (挪甲)
- 2001: 2，133人
- 2002: 1，509人
- 2003: 2，263人
- 2004: 5，580人 (挪超)
- 2005: 5，634人

## 紀錄
- 最大主場勝利: 12-0 對 Pors Grenland I.F.， 1991年7月28日
- 最大作客勝利: 8-0 對 Ringsaker， 2003年5月23日
- 最大主場落敗: 0-6 對 波杜基林特， 1995年10月1日
- 最大作客落敗: 1-9 對 洛辛堡， 1995年9月2日
- 最高入場人數， 布里斯基比球場: 11，500人 對 利尼史特朗， 1976年5月27日
- 最高單季平均入場人數: 5，634人 ， 2005年
- 最多整體出場次數: 506， Cato Erstad 1982年-1994年
- 最多整體入球: 360， Knut Eriksen 1958年-1969年

## 外部連結
- 官方網站（页面存档备份，存于）
- BriskebyBanden(球迷會)